# Rik Evans
Rik Evans (* 29. Mai 1954 in London Borough of Bromley) ist ein ehemaliger britischer Radrennfahrer und nationaler Meister im Radsport.

## Sportliche Laufbahn
Evans bestritt Bahnradsport und Straßenradsport. 1973 holte er bei den Bahnradsport-Weltmeisterschaften in der Mannschaftsverfolgung gemeinsam mit William Moore, Michael Bennett und Ian Hallam die Silbermedaille. Bei den Commonwealth Games 1974 gewann er in der Mannschaftsverfolgung mit Mick Bennett, William Moore und Ian Hallam die Goldmedaille. 1977 gewann er die nationale Meisterschaft in der Mannschaftsverfolgung gemeinsam mit Ronald Keeble, Peter Hamilton und Glen Mitchell. Im Straßenradsport holte er 1971 den nationalen Titel im Straßenrennen der Junioren.